# Поліном Шура
У математиці многочлени Шура, названі на честь Ісая Шура, — це певні симетричний многочлен від {\displaystyle n} змінних, параметризовані розбиттями, що узагальнюють елементарні симетричні поліноми і повні однорідні симетричні поліноми.
У теорії представлень вони є характерами незвідних поліноміальних представлень загальної лінійної групи.
Поліноми Шура утворюють лінійний базис простору всіх симетричних поліномів. Будь-який добуток поліномів Шура можна записати як лінійну комбінацією поліномів Шура з невід'ємними цілими коефіцієнтами; значення цих коефіцієнтів задається комбінаторними формулами за правилом Літтлвуда—Річардсона.
У загальному випадку асиметричні поліноми Шура пов'язані з парами розбиттів і мають властивості, що аналогічні властивостям поліномів Шура.

## Означення (біальтернативна формула Якобі)
Поліноми Шура параметризуються розбиттями невід'ємних цілих чисел.
Для заданого розбиття {\displaystyle \lambda =(\lambda _{1},\lambda _{2},\dots ,\lambda _{n})}, де {\displaystyle \lambda _{1}\geq \lambda _{2}\geq \dots \geq \lambda _{n}} і {\displaystyle \lambda _{j}} — невід'ємні цілі числа, функції
{\displaystyle {\begin{aligned}a_{(\lambda _{1}+n-1,\lambda _{2}+n-2,\dots ,\lambda _{n})}(x_{1},x_{2},\dots ,x_{n})=\det \left[{\begin{matrix}x_{1}^{\lambda _{1}+n-1}&x_{2}^{\lambda _{1}+n-1}&\dots &x_{n}^{\lambda _{1}+n-1}\\x_{1}^{\lambda _{2}+n-2}&x_{2}^{\lambda _{2}+n-2}&\dots &x_{n}^{\lambda _{2}+n-2}\\\vdots &\vdots &\ddots &\vdots \\x_{1}^{\lambda _{n}}&x_{2}^{\lambda _{n}}&\dots &x_{n}^{\lambda _{n}}\end{matrix}}\right]\end{aligned}}}
є знакозмінними поліномами за властивостями визначника.
Поліном є знакозмінним, якщо він змінює знак при будь-якій перестановці змінних.
Оскільки поліноми Шура є знакозмінними, то всі вони діляться на визначник Вандермонда
{\displaystyle {\begin{aligned}a_{(n-1,n-2,\dots ,0)}(x_{1},x_{2},\dots ,x_{n})=\det \left[{\begin{matrix}x_{1}^{n-1}&x_{2}^{n-1}&\dots &x_{n}^{n-1}\\x_{1}^{n-2}&x_{2}^{n-2}&\dots &x_{n}^{n-2}\\\vdots &\vdots &\ddots &\vdots \\1&1&\dots &1\end{matrix}}\right]=\prod _{1\leq j<k\leq n}(x_{j}-x_{k}).\end{aligned}}}
Поліноми Шура визначаються за допомогою відношення
{\displaystyle {\begin{aligned}s_{\lambda }(x_{1},x_{2},\dots ,x_{n})={\frac {a_{(\lambda _{1}+n-1,\lambda _{2}+n-2,\dots ,\lambda _{n}+0)}(x_{1},x_{2},\dots ,x_{n})}{a_{(n-1,n-2,\dots ,0)}(x_{1},x_{2},\dots ,x_{n})}},\end{aligned}}}
яке відоме як біальтернативна формула Якобі, яка є частинним випадком формули характерів Вейля.
Поліном Шура є симетричною функцією, оскільки чисельник і знаменник відношення є знакозмінними, і є поліномом, оскільки всі знакозмінні поліноми діляться на визначник Вандермонда.

## Властивості
Поліноми Шура степеня {\displaystyle d} в {\displaystyle n} змінних є лінійним базисом для простору однорідних симетричних поліномів степеня {\displaystyle d} в :{\displaystyle n} змінних.
Для розбиття {\displaystyle \lambda =(\lambda _{1},\lambda _{2},\dots ,\lambda _{n})} поліном Шура є сумою одночленів
{\displaystyle {\begin{aligned}s_{\lambda }(x_{1},x_{2},\dots ,x_{n})=\sum _{T}x^{T}=\sum _{T}x_{1}^{t_{1}}\cdots x_{n}^{t_{n}},\end{aligned}}}
де підсумовування йде за всіма напівстандартними діаграмами Юнга {\displaystyle T} форми {\displaystyle \lambda }.
Степені {\displaystyle t_{1},\dots ,t_{n}} визначають вагу для {\displaystyle T}, іншими словами, кожне {\displaystyle t_{i}} підраховує кількість чисел {\displaystyle i} в {\displaystyle T}.
Можна показати, що це еквівалентно означенню з першої формули Джамбелл і за допомогою леми Ліндстрома—Гесселя—В'єннота (як описано нижче).
Поліноми Шура можна представити як лінійні комбінації одночлених симетричних поліномів {\displaystyle m_{\mu }} з натуральними коефіцієнтами {\displaystyle K_{\lambda \mu }}, які називають числами Костки,
{\displaystyle {\begin{aligned}s_{\lambda }=\sum _{\mu }K_{\lambda \mu }m_{\mu }.\end{aligned}}}
Числа Костки {\displaystyle K_{\lambda \mu }} визначаються числом напівстандартних діаграм Юнга форми {\displaystyle \lambda } і ваги {\displaystyle \mu }.

### Тотожності Якобі—Труді
Перша формула Якобі—Труді виражає поліном Шура як визначник у термінах повних однорідних симетричних поліномів,
{\displaystyle {\begin{aligned}s_{\lambda }=\det(h_{\lambda _{i}+j-i})_{i,j=1}^{l(\lambda )}=\det \left[{\begin{matrix}h_{\lambda _{1}}&h_{\lambda _{1}+1}&\dots &h_{\lambda _{1}+n-1}\\h_{\lambda _{2}-1}&h_{\lambda _{2}}&\dots &h_{\lambda _{2}+n-2}\\\vdots &\vdots &\ddots &\vdots \\h_{\lambda _{n}-n+1}&h_{\lambda _{n}-n+2}&\dots &h_{\lambda _{n}}\end{matrix}}\right],\end{aligned}}}
де {\displaystyle h_{i}:=s_{(i)}}.
Друга формула Якобі—Труді виражає поліном Шура як визначник у термінах елементарних симетричних поліномів,
{\displaystyle {\begin{aligned}s_{\lambda }=\det(e_{\lambda '_{i}+j-i})_{i,j=1}^{l(\lambda ')}=\det \left[{\begin{matrix}e_{\lambda '_{1}}&e_{\lambda '_{1}+1}&\dots &e_{\lambda '_{1}+l-1}\\e_{\lambda '_{2}-1}&e_{\lambda '_{2}}&\dots &e_{\lambda '_{2}+l-2}\\\vdots &\vdots &\ddots &\vdots \\e_{\lambda '_{l}-l+1}&e_{\lambda '_{l}-l+2}&\dots &e_{\lambda '_{l}}\end{matrix}}\right],\end{aligned}}}
де {\displaystyle e_{i}:=s{(1^{i})}}, {\displaystyle \lambda '} — розбиття спряжене до {\displaystyle \lambda }.
В обох тотожностях функції з невід'ємними нижніми індексами визначаються як нульові.

### Тотожність Джамбеллі
Іншою тотожністю з використанням визначників є формула Джамбеллі, яка виражає функцію Шура для довільного розбиття в термінах функції для гачкових розбиттів, що містяться в діаграмі Юнга.
У позначеннях Фробеніуса розбиття позначається як
{\displaystyle {\begin{aligned}(a_{1},\ldots ,a_{r}\mid b_{1},\ldots ,b_{r}),\end{aligned}}}
де {\displaystyle a_{i}} для кожного діагонального елемента на місці {\displaystyle ii} позначає кількість блоків праворуч у тому самому рядку, а {\displaystyle b_{i}} — кількість блоків під ним у тому самому стовпці (відповідно довжина руки та ноги).
Тотожність Джамбеллі виражає функцію Шура, що відповідає цьому розбиттю, як визначник
{\displaystyle {\begin{aligned}s_{(a_{1},\dots ,a_{r}\mid b_{1},\dots ,b_{r})}=\det(s_{(a_{i}\mid b_{j})})\end{aligned}}}
відповідних гачкових розбиттів.

### Тотожність Коші
Тотожність Коші для функцій Шура (тепер для нескінченної кількості змінних) та її дуальна тотожність стверджують, що
{\displaystyle {\begin{aligned}\sum _{\lambda }s_{\lambda }(x)s_{\lambda }(y)=\sum _{\lambda }m_{\lambda }(x)h_{\lambda }(y)=\prod _{i,j}(1-x_{i}y_{j})^{-1},\end{aligned}}}
i
{\displaystyle {\begin{aligned}\sum _{\lambda }s_{\lambda }(x)s_{\lambda '}(y)=\sum _{\lambda }m_{\lambda }(x)e_{\lambda }(y)=\prod _{i,j}(1+x_{i}y_{j}),\end{aligned}}}
де сума береться зі всіма розбиттями {\displaystyle \lambda }, {\displaystyle h_{\lambda }(x)} і {\displaystyle e_{\lambda }(x)} — відповідно повні симетричні функції та елементарні симетричні функції.
Якщо суму береться за добутками поліномів Шура в {\displaystyle n} змінних {\displaystyle (x_{1},\dots ,x_{n})}, то сума включає лише розбиття довжини {\displaystyle \ell (\lambda )\leq n},  оскільки в іншому випадку поліноми Шура перетворюються на нуль.
Існує багато узагальнень цих тотожностей на інші сім'ї симетричних функцій.
Наприклад, поліноми Макдональда, поліноми Шуберта та поліноми Гротендіка допускають тотожності типу Коші.

### Інші тотожності
Поліноми Шура можуть також обчислюватись шляхом уточнення формули для поліномів Холла—Літтлвуда,
{\displaystyle {\begin{aligned}s_{\lambda }(x_{1},\dots ,x_{n})=\sum _{w\in S_{n}/S_{n}^{\lambda }}w\left(x^{\lambda }\prod _{\lambda _{i}>\lambda _{j}}{\frac {x_{i}}{x_{i}-x_{j}}}\right),\end{aligned}}}
де {\displaystyle S_{n}^{\lambda }} — така підгрупа перестановок, що {\displaystyle \lambda _{w}(i)=\lambda _{i}} для всіх {\displaystyle i}, а {\displaystyle w} діє на змінні шляхом перестановки індексів.

### Правило Мурнагана—Накаями
Правило Мурнагана—Накаями виражає добуток симетричної функції суми ступенів з поліномом Шура в термінах поліномів Шура:
{\displaystyle {\begin{aligned}p_{r}\cdot s_{\lambda }=\sum _{\mu }(-1)^{ht(\mu /\lambda )+1}s_{\mu },\end{aligned}}}
де сума береться за всіма розбиттями {\displaystyle \mu } такими, що {\displaystyle \mu /\lambda } — це обідок-гачок розміру {\displaystyle r}, а {\displaystyle ht(\mu /\lambda )} — це кількість рядків в діаграмі {\displaystyle \mu /\lambda }.

### Правило Літтлвуда—Річардсона і формула П'єрі
Коефіцієнти Літтлвуда—Річардсона залежать від трьох розбиттів {\displaystyle \lambda }, {\displaystyle \mu }, {\displaystyle \nu }, де {\displaystyle \lambda } і {\displaystyle \mu } описують функції Шура, що перемножуються, і {\displaystyle \nu } визначає функцію Шура, коефіцієнтом якої є коефіцієнт в лінійній комбінації;
іншими словами це коефіцієнти  {\displaystyle c_{\lambda ,\mu }^{\nu }}  такі, що
{\displaystyle {\begin{aligned}s_{\lambda }s_{\mu }=\sum _{\nu }c_{\lambda ,\mu }^{\nu }s_{\nu }.\end{aligned}}}
Правило Літтлвуда—Річардсона стверджує, що коефіцієнт {\displaystyle c_{\lambda ,\mu }^{\nu }} дорівнює номеру діаграми Літтлвуда—Річардсона асиметричних форм {\displaystyle \nu /\lambda } з вагою {\displaystyle \mu }.
Формула П'єрі — частинний випадок правила Літтлвуда—Річардсона, яка представляє добуток {\displaystyle h_{r}s_{\lambda }} в термінах поліномів Шура.
Дуальна версія представляє {\displaystyle e_{r}s_{\lambda }} в термінах поліномів Шура.

### Конкретизації
Значення полінома Шура {\displaystyle s_{\lambda }} в {\displaystyle (1,1,\dots ,1)} дає кількість напівстандартних діаграм Юнга форми {\displaystyle \lambda } із елементами в {\displaystyle 1,2,\dots ,n}.
Наприклад, за допомогою формули для характерів Вейля можна побачити, що
{\displaystyle {\begin{aligned}s_{\lambda }(1,1,\dots ,1)=\prod _{1\leq i<j\leq n}{\frac {\lambda _{i}-\lambda _{j}+j-i}{j-i}}.\end{aligned}}}
У цій формулі {\displaystyle \lambda } є кортежем, що вказує ширину кожного рядка діаграми Юнга, яка неявно розширюється нулями, поки не матиме довжину {\displaystyle n}.
Сума елементів {\displaystyle \lambda _{i}} дорівнює {\displaystyle d}.
Дивись також формулу довжини Хука, яка обчислює ту саму величину для фіксованого {\displaystyle \lambda }.

## Приклад
Наступний розширений приклад повинен допомогти з'ясувати ці ідеї.
Розглянемо випадок {\displaystyle n=3}, {\displaystyle d=4}.
Використовуючи діаграми Феррера або будь-який інший метод, знаходимо, що існує всього чотири розбиття для числа чотири щонайбільше на три частини.
Маємо
{\displaystyle {\begin{aligned}&s_{(2,1,1)}(x_{1},x_{2},x_{3})={\frac {1}{\Delta }}\det \left[{\begin{matrix}x_{1}^{4}&x_{2}^{4}&x_{3}^{4}\\x_{1}^{2}&x_{2}^{2}&x_{3}^{2}\\x_{1}&x_{2}&x_{3}\end{matrix}}\right]=x_{1}x_{2}x_{3}(x_{1}+x_{2}+x_{3}),\\&s_{(2,2,0)}(x_{1},x_{2},x_{3})={\frac {1}{\Delta }}\det \left[{\begin{matrix}x_{1}^{4}&x_{2}^{4}&x_{3}^{4}\\x_{1}^{3}&x_{2}^{3}&x_{3}^{3}\\1&1&1\end{matrix}}\right]=x_{1}^{2}x_{2}^{2}+x_{1}^{2}x_{3}^{2}+x_{2}^{2}x_{3}^{2}+x_{1}^{2}x_{2}x_{3}+x_{1}x_{2}^{2}x_{3}+x_{1}x_{2}x_{3}^{2},\end{aligned}}}
і так далі, де {\displaystyle \Delta } — визначник Вандермонда {\displaystyle a_{(2,1,0)}(x_{1},x_{2},x_{3})}.
Підсумовуючи:
{\displaystyle {\begin{aligned}&1.\ s_{(2,1,1)}=e_{1}e_{3},\\&2.\ s_{(2,2,0)}=e_{2}^{2}-e_{1}e_{3},\\&3.\ s_{(3,1,0)}=e_{1}^{2}e_{2}-e_{2}^{2}-e_{1}e_{3},\\&4.\ s_{(4,0,0)}=e_{1}^{4}-3e_{1}^{2}e_{2}+2e_{1}e_{3}+e_{2}^{2}.\end{aligned}}}
Будь-який однорідний симетричний поліном четвертого степеня з трьома змінними можна виразити як єдину лінійну комбінацію цих чотирьох поліномів Шура, і цю комбінацію можна знову знайти використовуючи базис Грьобнера для відповідного порядку виключення.
Наприклад,
{\displaystyle {\begin{aligned}\phi (x_{1},x_{2},x_{3})=x_{1}^{4}+x_{2}^{4}+x_{3}^{4}\end{aligned}}}
є очевидно однорідним симетричним поліномом четвертого степеня і
{\displaystyle {\begin{aligned}\phi =s_{(2,1,1)}-s_{(3,1,0)}+s_{(4,0,0)}.\end{aligned}}}

## Зв'язок із теорією представлень
Поліноми Шура зустрічаються в теорії представлень симетричних груп, загальних лінійних груп і унітарних груп.
З формули для характерів Вейля випливає, що поліноми Шура — характери скінченновимірних незвідних представлень загальних лінійних груп, і це допомагає узагальнити роботу Шура на інші компактні і напівпрості групи Лі.
Декілька співвідношень виникає з цього зв'язку, одним з найважливіших є співвідношення для функції {\displaystyle s_{\lambda }} в термінах симетричних степеневих функцій  {\displaystyle p_{k}=\sum \limits _{i}x_{i}^{k}}.
Якщо записати {\displaystyle x_{\rho }^{\lambda }} для характеру представлень симетричної групи індексованої розбиттям {\displaystyle \lambda } та обчислити його на елементах циклічного типу індексованих розбиттям {\displaystyle \rho }, тоді
{\displaystyle {\begin{aligned}s_{\lambda }=\sum _{\nu }{\frac {\chi _{\nu }^{\lambda }}{z_{\nu }}}p_{\nu }=\sum _{\rho =(1^{r_{1}},2^{r_{2}},3^{r_{3}},\dots )}\chi _{\rho }^{\lambda }\prod _{k}{\frac {p_{k}^{r_{k}}}{r_{k}!k^{r_{k}}}},\end{aligned}}}
де {\displaystyle \rho =(1^{r_{1}},2^{r_{2}},3^{r_{3}},\dots )} означає, що розбиття {\displaystyle \rho } має {\displaystyle r_{k}} частин довжини {\displaystyle k}.

Цілі числа {\displaystyle x_{\rho }^{\lambda }} можна обчислити за допомогою правила Муртагана—Накаями.

## Додатність Шура
Завдяки зв'язку з теорією представлень симетрична функція, що допускає додатний розклад через функції Шура, має особливе значення.
Наприклад, асиметричні функції Шура мають додатний розклад через звичайні функції Шура, а коефіцієнти є коефіцієнтами Літтлвуда—Річардсона.
Частинним випадком цього є розклад повних однорідних симетричних функцій {\displaystyle h_{\lambda }} через функції Шура.
Цей розклад відображає те, як модуль перестановки розкладається на незвідні представлення.

### Методи доведення додатності Шура
Існує декілька методів для доведення додатності Шура заданої симетричної функції {\displaystyle F}.
Якщо функція {\displaystyle F} описується комбінаторним способом, то прямий метод полягає у побудові бієкції з напівстандартними діаграмами Юнга.
Прикладами таких бієкцій є відповідність Едельмана—Гріна та Відповідність Робінсона—Шестеда—Кнута.
Бієкція з більшою структурою — доведення з використання так званих кристалів.
Цей метод можна описати як визначення певної структури графа, що описуються локальними правилами, для базових комбінаторних об'єктів.
Подібною ідеєю є поняття дуальної еквівалентності.
Цей підхід також використовує структуру графа, але на об'єктах, що представляють розклад за фундаментальним квазісиметричним базисом.
Це тісно пов'язано з RSK—відповідністю.

## Узагальнення

### Асиметричні функцій Шура
Асиметричні функції Шура {\displaystyle s_{\lambda /\mu }} залежать від двох розбиттів {\displaystyle \lambda } і {\displaystyle \mu }, і визначаються за допомогою властивості
{\displaystyle {\begin{aligned}\langle s_{\lambda /\mu },s_{\nu }\rangle =\langle s_{\lambda },s_{\mu }s_{\nu }\rangle .\end{aligned}}}
Тут скалярним добутком є скалярний добуток Холла для якого поліноми Шура утворюють ортонормований базис.
Як і для звичайних поліномів Шура існує багато способів обчислення асиметричних функцій Шура.
Відповідні тотожності Якобі—Труді мають вигляд
{\displaystyle {\begin{aligned}&s_{\lambda /\mu }=\det(h_{\lambda _{i}-\mu _{j}-i+j})_{i,j=1}^{l(\lambda )},\\&s_{\lambda '/\mu '}=\det(e_{\lambda _{i}-\mu _{j}-i+j})_{i,j=1}^{l(\lambda )}.\end{aligned}}}
Існує також комбінаторна інтерпретація асиметричних поліномів Шура, а саме вони є сумою за всіма напівстандартними діаграмами Юнга (чи діаграмами у вигляді строгих стовпців) асиметричної форми {\displaystyle \lambda /\mu }.
Асиметричні поліноми Шура допускають додатний розклад за поліномами Шура.
Правило для коефіцієнтів визначається правилом Літтлвуда—Річардсона.

### Подвійні поліноми Шура
Подвійні поліноми Шура можна розглядати як узагальнення зсувних поліномів Шура.
Ці поліноми також тісно пов'язані з факторними поліномами Шура.
Для заданого розбиття {\displaystyle \lambda } і послідовності {\displaystyle a_{1},a_{2},\dots } можна визначити подвійний поліном Шура {\displaystyle s_{\lambda }(x\parallel a)} як
{\displaystyle {\begin{aligned}s_{\lambda }(x||a)=\sum _{T}\prod _{\alpha \in \lambda }(x_{T(\alpha )}-a_{T(\alpha )-c(\alpha )}),\end{aligned}}}
де сума береться за всіма зворотними напівстандартними діаграмами Юнга {\displaystyle T}  форми  {\displaystyle \lambda } і натуральними елементами {\displaystyle 1,\dots ,n} .
Тут {\displaystyle T(\alpha )} — значення в комірці {\displaystyle \alpha } діаграми Юнга {\displaystyle T}, а {\displaystyle c(\alpha )} — вміст комірки.
Комбінаторне правило для коефіцієнтів Літтлвуда—Річардсона (залежно від послідовності a) отримав А.І. Молєв.
Зокрема, це означає, що зсувні поліноми Шура мають невід'ємні коефіцієнти Літтлвуда—Річардсона.
Зсувні поліноми Шура {\displaystyle s_{\lambda }^{*}(y)} можна отримати з подвійних поліномів Шура шляхом конкретизації {\displaystyle a_{i}=-i} і {\displaystyle y_{i}=x_{i}+i}.
Подвійні поліноми Шура є частинними випадками подвійних поліномів Шуберта.

### Факторні поліноми Шура
Факторні поліноми Шура можна визначити наступним чином.
Для заданого розбиття {\displaystyle \lambda } і подвійної нескінченної послідовності {\displaystyle \dots ,a_{a-1},a_{0},a_{1},\dots } можна визначити факторний поліном Шура {\displaystyle s_{\lambda }(x|a)} як
{\displaystyle {\begin{aligned}s_{\lambda }(x|a)=\sum _{T}\prod _{\alpha \in \lambda }(x_{T(\alpha )}-a_{T(\alpha )+c(\alpha )}),\end{aligned}}}
де сума береться за всіма напівстандартними діаграмами Юнга {\displaystyle T} форми {\displaystyle \lambda } і натуральними елементами {\displaystyle 1,\dots ,n}.
Тут {\displaystyle T(\alpha )} — значення в комірці {\displaystyle \alpha } діаграми Юнга  {\displaystyle T}, а {\displaystyle c(\alpha )} — вміст комірки.
Існує також формула через визначник:
{\displaystyle {\begin{aligned}s_{\lambda }(x|a)={\frac {\det[(x_{j}|a)^{\lambda _{i}+n-i}]_{i,j=1}^{l(\lambda )}}{\prod _{i<j}(x_{i}-x_{j})}},\end{aligned}}}
де {\displaystyle (y|a)^{k}=(y-a_{1})\cdots (y-a_{k})}.
Очевидно, якщо {\displaystyle a_{i}=0} для всіх {\displaystyle i}, то одержуємо звичайний поліном Шура {\displaystyle s_{\lambda }}.
Подвійні поліноми Шура і факторні поліноми Шура в {\displaystyle n} змінних пов'язані за допомогою тотожності {\displaystyle s_{\lambda }(x\|a)=s_{\lambda }(x|u)}, де {\displaystyle a_{n-i+1}=u_{i}}.

### Інші узагальнення
Існують численні узагальнення поліномів Шура:
- Поліноми Холла—Літтлвуда[en]
- Зсувні поліноми Шура
- Марковані поліноми Шура
- Поліноми Шуберта[en]
- Симетричні функції Стенлі[en]
- Ключові поліноми (відомі також як характери Демазуре)
- Квазисиметричні поліноми Шура
- Строго рядкові поліноми Шура
- Поліноми Джека[en]
- Модулярні поліноми Шура
- Циклічні функції Шура
- Поліноми Макдональда[en]
- Поліноми Шура для симетричних і ортогональних груп
- k-функції Шура
- Поліноми Гротендіка (K-теоретичний[en])
- Поліноми LLT[en]